# Liste der Kulturgüter in Molondin
Die Liste der Kulturgüter in Molondin enthält alle Objekte in der Gemeinde Molondin im Kanton Waadt, die gemäss der Haager Konvention zum Schutz von Kulturgut bei bewaffneten Konflikten, dem Bundesgesetz vom 20. Juni 2014 über den Schutz der Kulturgüter bei bewaffneten Konflikten sowie der Verordnung vom 29. Oktober 2014 über den Schutz der Kulturgüter bei bewaffneten Konflikten unter Schutz stehen.
Objekte der Kategorien A sind vollständig in der Liste enthalten, Objekte der Kategorie B sind auf Gemeindegebiet nicht ausgewiesen, Objekte der Kategorie C fehlen zurzeit (Stand: 1. Januar 2023).

## Kulturgüter
| Foto |                                                                | Objekt | Kat. | Typ | Standort                   | Beschreibung |
| ---- | -------------------------------------------------------------- | --- | ---- | --- | -------------------------- | ------------ |
| ja   | Datei hochladen · Wikidata zu Saint-Martin-du-Chêne (Q2970551) | Saint-Martin-du-Chêne, Burgruine und abgegangene mittelalterliche Stadt / Saint-Martin-du-Chêne, ruines du château et ville médiévale abandonnée KGS-Nr.: 06236 | A    | F/G | Le Pâquier 548100 / 180709 |              |